# Hiroshi Hamaya
Hiroshi Hamaya (en japonés 濱谷 浩 Hamaya Hiroshi) (28 de marzo de 1915 - 6 de marzo de 1999) fue un fotógrafo japonés.

## Biografía
Nació en Tokio, en el barrio de Ueno, en el seno de una familia de clase media. Era el tercero de cinco hermanos. Con ocho años, en 1923, vivió el terremoto que asoló la Región de Kantō, lo que obligó a que su familia tuviese que trasladarse y en cierto modo contribuyó a su fracaso en los estudios. A los quince años le regalaron una cámara y en marzo de 1923 hizo sus primeras fotografías. Entre ellas las obras de reconstrucción de los barrios dañados por el terremoto. A los 18 años empezó a trabajar en y mientras estudiaba comenzó a trabajar en un laboratorio de fotografía aérea. Después trabajó en la «Compañía Oriental Photo Industrial» con la que estuvo colaborando cuatro años.  Desde 1937 comenzó a ejercer como fotógrafo independiente En 1939 la revista Graphic, que fue la primera revista japonesa con un enfoque hacia la fotografía, le encargó un reportaje sobre los ejercicios invernales del ejército en el pueblo de Takada. Allí conoció al antropólogo Keizo Shibusawa que le animó a realizar un estudio etnográfico sobre las costumbres y tradiciones del año nuevo en los pueblos de la prefectura de Niigata. 
Entre 1940 y 1942 estuvo viajando por Manchuria y China antes de que fuesen invadidas por Japón durante la Segunda Guerra Mundial. Después de la guerra fotografió de nuevo el norte de Japón, realizando su conocida serie de fotografías titulada Village in the Snow (Pueblo en la nieve). A partir de 1950 comenzó a documentar la vida la vida en las grandes ciudades aunque continuó realizando reportajes sobre la vida rural japonesa.

## Agencia Magnum
En 1969 ingresó como miembro de la agencia Magnum, siendo el primer asiático en lograrlo. En 1987 recibió el Premio de la Fundación Hasselblad de Fotografía.
Entre sus obras más conocidas se encuentran Yikugumi realizada en 1957, Niños de Japón en 1959 y  la Vida de las mujeres en Japón en 1976.